# Dolichoropica unicolor
Dolichoropica unicolor är en skalbaggsart som beskrevs av Stefan von Breuning 1970. Dolichoropica unicolor ingår i släktet Dolichoropica och familjen långhorningar. Inga underarter finns listade i Catalogue of Life.